# Meromyza fedoseevae
Meromyza fedoseevae är en tvåvingeart som beskrevs av Nartshuk 1980. Meromyza fedoseevae ingår i släktet Meromyza och familjen fritflugor.
Artens utbredningsområde är Mongoliet. Inga underarter finns listade i Catalogue of Life.